# Streekziekenhuis Marwina
Het Streekziekenhuis Marwina is een ziekenhuis in Marowijne in Suriname. Het is kort voor binnekomst van Albina gevestigd aan de Oost-Westverbinding (Juliana Weyneweg).
Het ziekenhuis is voorzien van operatiefaciliteiten, 35 bedden, een afdeling radiologie, laboratorium, apotheek en mortuarium. Verder zijn er een wasserij, keuken, vier kantoren en woningen voor artsen en specialisten ter plekke.

## Bouw en financiering
Het ziekenhuis werd gebouwd als onderdeel van een groter project dat gefinancierd werd met 15 miljoen euro uit het Algemeen Ontwikkelingsfonds van Frankrijk. In dat project werden ook poliklinieken van de Medische Zending langs de Marowijnerivier in Marowijne en het binnenland gerenoveerd.
De voorbereidingen voor het Streekziekenhuis Marwina begonnen in 2009 en de bouw in 2012. Uiteindelijk werd het in augustus 2017 technisch opgeleverd en aan de Surinaamse overheid overgedragen in aanwezigheid van Grace Watamaleo, dorpshoofd van Marijkedorp en parlementariër voor de NDP.
Ervoor, sinds de Binnenlandse Oorlog, waren de bewoners aangewezen op Frans-Guyanese gezondheidszorg. Vanwege het vertrouwen in de Franse gezondheidszorg bleef de toeloop in de eerste tijd na de opening van het streekziekenhuis laag.
Begin jaren 2020 trekt de Agence française de développement vijf miljoen euro uit voor het ziekenhuis om de faciliteiten voor zwangere vrouwen op hetzelfde niveau te brengen als ziekenhuizen in Frans-Guyana. In deze jaren trekken veel Surinaamse vrouwen de grens over om te bevallen in Frankrijk, uit bezorgdheid over de faciliteiten in Marwina.

## Coronacrisis
Het is een van de ziekenhuizen met een centrale rol tijdens de coronacrisis in 2020. Het ziekenhuis is aangewezen voor opname van personen in overheidsquarantaine, samen met het Regionaal Ziekenhuis Wanica en het RCR Zorghotel. Het gaat in Marwina om een twee beperkte quarantaineruimtes waar medio maart 2020 circa vijftien mensen dicht op elkaar hun quarantaine afwachtten. Patiënten bij wie het SARS-CoV-2-virus is vastgesteld gaan naar het ziekenhuis van Wanica en intensive-care-patiënten naar het Sint Vincentius Ziekenhuis. De coördinatie van alle patiënten ligt landelijk bij het Academisch Ziekenhuis Paramaribo.

## Stilvallen dienstverlening
In 2024 viel de dienstverlening meerdere malen stil door een tekort aan medische personeel en medicijnen, waardoor patiënten hier niet terecht konden.